# Kolky
Kolky (en ukrainien : Колки) ou Kolki (en russe : Колки ; en polonais : Kołki) est une commune urbaine de l'oblast de Volhynie, en Ukraine. Sa population s'élevait à 3974 habitants en 2022.

## Géographie
Kolky est située à la confluence de la Styr et de la Roudka, à 46 km au nord-est de Loutsk. 

## Histoire
La première mention de Kolky remonte à 1545. Elle a le statut de commune urbaine depuis 1940. 
La localité comptait une population juive importante avant la Seconde Guerre mondiale (724 personnes en 1921, 860 en 1937).
L'armée allemande occupe Kolky à la fin du mois de juillet 1941. Cinquante juifs sont assassinés par la police ukrainienne collaborationniste au cours de l'été 1941. En octobre 1941, les juifs sont contraints de vivre dans un ghetto. En juillet 1942, la population juive est massacrée lors d'une exécution de masse perpétrée par une unité des Einsatzgruppen formée par des gendarmes allemands et des policiers ukrainiens.
Les armoiries et le gonfalon modernes de Kolky furent adoptés le 10 septembre 1997. La cloche est un symbole de la valeur défensive de la petite ville dans l'histoire. Les fleurs de lin sont une ressource locale.

## Population
Recensements (*) ou estimations de la population :
| 1959* | 1970* | 1979* | 1989* | 2001* | 2009  | 2010  |
| ----- | ----- | ----- | ----- | ----- | ----- | ----- |
| 2 653 | 3 351 | 4 024 | 3 946 | 3 989 | 3 961 | 4 021 |

| 2011  | 2012  | 2013  | 2014  | 2015  | 2016  | 2017  |
| ----- | ----- | ----- | ----- | ----- | ----- | ----- |
| 4 035 | 4 040 | 4 048 | 4 040 | 4 048 | 4 036 | 4 055 |